# Сатурн (премія, 2003)
29-а церемонія вручення нагород премії «Сатурн» за заслуги в царині кінофантастики, зокрема в галузі наукової фантастики, фентезі та жахів за 2002 рік, яка відбулася 18 травня 2003 року. 

## Лауреати і номінанти
Нижче наведено повний список номінантів та переможців. Переможці виділені жирним шрифтом.

### Фільми
| Найкращий актор | Найкраща акторка |
| --- | --- |
| - Робін Вільямс – за роль Сеймура Перріша у фільмі Фото за годину - Пірс Броснан – за роль Джеймса Бонда у фільмі Помри, але не зараз - Вігго Мортенсен – за роль Арагорна у фільмі Володар перснів: Дві вежі - Том Круз – за роль Джона Андертона у фільмі Особлива думка - Джордж Клуні – за роль Кріс Кельвін у фільмі Соляріс - Тобі Магвайр – за роль Пітера Паркера / людини-павука у фільмі Людина-павук                                                   | - Наомі Воттс – за роль Рейчел Келлер у фільмі Дзвінок - Джоді Фостер – за роль Мег Олтман у фільмі Кімната страху - Мілла Йовович – за роль Еліс у фільмі Обитель зла - Наташа Макелхон – за роль Реї у фільмі Соляріс - Кірстен Данст – за роль Мері Джейн Вотсон у фільмі Людина-павук - Наталі Портман – за роль сенатора Падме Амідала у фільмі Зоряні війни: Атака клонів                                                                                                   |
| Найкращий актор другого плану | Найкраща акторка другого плану |
| - Енді Серкіс – за роль Смеагола / Ґолума у фільмі Володар перснів: Дві вежі - Ральф Файнс – за роль Френсіс Долархайд у фільмі Червоний Дракон - Том Гарді – за роль Претора Шинзона у фільмі Зоряний шлях: Відплата - Тобі Стівенс – за роль Густава Грейвса у фільмі Помри, але не зараз - Макс фон Сюдов – за роль Ламара Берджеса у фільмі Особлива думка - Робін Вільямс – за роль Волтера Фінча у фільмі Безсоння                                          | - Саманта Мортон – за роль Агата у фільмі Особлива думка - Геллі Беррі – за роль Джасінти Джонсон у фільмі Помри, але не зараз - Конні Нільсен – за роль Ніни Йоркін у фільмі Фото за годину - Емілі Вотсон – за роль Реби МакКлейн у фільмі Червоний Дракон - Рейчіл Робертс – за роль Сімони у фільмі Сімона - Сіссі Спейсек – за роль Меї Так у фільмі Безсмертні |
| Найкращий молодий актор чи акторка | Найкращий сценарій |
| - Тайлер Геклін – за роль Майкла Саллівана мл. у фільмі Проклятий шлях - Алексіс Бледел – за роль Вінні Фостера у фільмі Вічний Так - Деніел Редкліфф – за роль Гаррі Поттера у фільмі Гаррі Поттер і філософський камінь - Гайден Крістенсен – за роль Енакіна Скайвокера у фільмі Зоряні війни. Епізод II. Атака клонів - Джеремі Самптер – за роль Молодого Адама у фільмі Слабкість - Елайджа Вуд – за роль Фродо Беггінса у фільмі Володар перснів: Дві вежі | - Скотт Френк і Джон Коен – Особлива думка - Брент Генлі – Порок - Міядзакі Хаяо, Сінді Девіс Г'юїтт, Дональд Г'юїтт – Віднесені привидами - Марк Романек – Фото за годину - Гілларі Сайц – Безсоння - Френ Волш, Філіпа Боєнс, Стівен Сінклер та Пітер Джексон – Володар перснів: Дві вежі |
| Найкращий режисер | Найкращий костюм |
| - Стівен Спілберг – Особлива думка - Сем Реймі – Людина-павук - Білл Пекстон – Порок - Кріс Коламбус – Гаррі Поттер і таємна кімната - Джордж Лукас – Зоряні війни: Атака клонів - Пітер Джексон – Володар перснів: Дві вежі | - Нгіла Діксон та Річард Тейлор – Володар перснів: Дві вежі - Тріша Біггар – Зоряні війни: Атака клонів - Дебора Лінн Скотт – Особлива думка - Боб Рінгвуд – Зоряний шлях: Відплата - Лінді Хеммінг – Гаррі Поттер і таємна кімната - Діна Аппель – Остін Паверс: Золотий орган |
| Найкращий грим | Найкращі спецефекти |
| - Пітер Оуен та Пітер Кінг – Володар перснів: Дві вежі - Мішель Берк і Каміль Кальве (Knb Effects Group, Inc.) – Особлива думка - Нік Дадман та Аманда Найт – Гаррі Поттер і таємна кімната - Рік Бейкер, Джин Енн Блек і Білл Стерджен – Дзвінок - Майкл Вестмор – Зоряні війни: Атака клонів - Мішель Тейлор, Гарі Матанкі, Боб Ньютон та Марк Болі – Блейд II                                                                                                  | - Роб Коулман, Пабло Хелман, Джон Нолл та Бен Сноу – Зоряні війни: Атака клонів - Джим Райгіл, Джо Леттері, Рендалл Вільям Кук, Алекс Фанк – Володар перснів: Дві вежі - Скотт Фаррар, Генрі ЛаБонта, Майкл Лантьері та Натан МакГіннесс – Особлива думка - Джим Мітчелл, Нік Девіс, Джон Річардсон та Білл Джордж – Гаррі Поттер і таємна кімната - Джоел Хайнек, Меттью Е. Батлер, Шон Ендрю Фаден та Джон Фрейзер – Три ікси - Райнхольд Хайль та Джонні Клімек – Людина-павук |
| Найкраща музика | Найкращий науково-фантастичний фільм |
| - Денні Ельфман – Людина-павук - Говард Шор – Володар перснів: Дві вежі - Джон Вільямс – Особлива думка - Джон Вільямс – Зоряні війни: Атака клонів - Хісайсі Дзьо – Віднесені привидами - Райнхольд Хайль та Джонні Клімек – Фото за годину | - Особлива думка - Люди в чорному 2 - Знаки - Соляріс - Зоряний шлях: Відплата - Зоряні війни. Епізод II. Атака клонів |
| Найкращий пригодницький фільм, бойовик чи трилер | Найкращий фентезійний фільм |
| - Проклятий шлях - Ідентифікація Борна - Помри, але не зараз - Фото за годину - Червоний Дракон - Три ікси | - Володар перснів: Дві вежі - Гаррі Поттер і таємна кімната - Влада вогню - Санта-Клаус 2 - Цар скорпіонів - Людина-павук |
| Найкращий фільм жахів | Найкращий анімаційний фільм |
| - Дзвінок - Блейд II - Атака павуків - Порок - Королева проклятих - Оселя зла | - Віднесені привидами - Льодовиковий період - Ліло і Стіч - Планета скарбів |

### Телебачення
| Найкращий телесеріал | Найкращий телесеріал, зроблений для кабельного телебачення |
| --- | --- |
| - Шпигунка (ABC) - Ангел (WB) - Таємниці Смолвіля (WB) - Сутінкова зона (UPN) - Баффі — переможниця вампірів (UPN) - Зоряний шлях: Ентерпрайз (UPN) | - На краю Всесвіту (Syfy) - Андромеда (Syndicated) - Мутанти X (Syndicated) - Зоряна брама: SG-1 (Syfy) - Мертва зона (USA Network) - Єремія (Showtime) |
| Найкращий телеактор | Найкраща телеакторка |
| - Девід Бореаназ – Ангел (The WB) за роль Енджела - Скотт Бакула – Зоряний шлях: Ентерпрайз (UPN) за роль Джонатан Арчер - Ентоні Майкл Голл – Мертва зона (USA Network) за роль Джона Сміта - Том Веллінг – Таємниці Смолвіля (The WB) за роль Кларка Кента - Бен Браудер – На краю Всесвіту (SyFy) за роль Джона Крайтона - Річард Дін Андерсон – Зоряна брама: SG-1 (SyFy) за роль Джека О'Нілла         | - Дженніфер Гарнер – Шпигунка (ABC) за роль Сідні Брістов - Клаудія Блек – На краю Всесвіту (Syfy) за роль Айрін Сун - Емілі Бергл – Взято (Syfy) за роль Лізи Кларк - Сара Мішель Геллар – Баффі — переможниця вампірів (UPN) за Баффі Саммерсроль - Крістін Кройк – Таємниці Смолвіля (WB) за роль Лана Ленг - Каризма Карпентер – Ангел(WB) за роль Корделії Чейз                |
| Найкращий телеактор другого плану | Найкраща телеакторка другого плану |
| - Віктор Ґарбер – Шпигунка (ABC) за роль Джека Брістова - Майкл Розенбаум – Таємниці Смолвіля (WB) за роль Лекса Лютора - Джон Гловер – Таємниці Смолвіля (WB) за роль Лайонела Лютора - Алексіс Денісоф – Ангел (WB) за роль Веслі Віндам-Прайса - Джеймс Марстерс – Баффі — переможниця вампірів (UPN) за роль Спайка - Коннор Тріннір – Зоряний шлях: Ентерпрайз (UPN) за роль Чарльза «Тріп» Такера III | - Елісон Ганніган – Баффі — переможниця вампірів (UPN) за роль Віллоу Розенберга - Емі Екер – Ангел (WB) за роль Вініфред Беркл - Мішель Трахтенберг – Баффі — переможниця вампірів (UPN) за роль Дони Саммерс - Дакота Феннінг – Взято (Syfy) за роль Еллі Кіс - Гезер Донаг'ю – Взято (Syfy) за роль Мері Кроуфорд - Джолін Блелок – Зоряний шлях: Ентерпрайз (UPN) за роль Т'Пол |
| Найкраща телевізійна презентація | |
| - Взято (SyFy) - Токарний верстат небес (A&E) - Червона троянда (ABC) - Динотопія (ABC) - Керрі (NBC) - Снігова королева (Hallmark Channel) | |

### Домашня колекція
| Найкращий DVD або Blu-ray фільм | Найкращий DVD класичний фільм |
| --- | --- |
| - Пси-воїни - Охоронець брата - Вампіри: Лос Муертос - Метрополіс - Дагон - Горбань Нотр-Дама II                                    | - Іншопланетянин - Назад у майбутнє (трилогія) - Красуня і чудовисько - Велика раса - Майже стемніло - Зоряний шлях 2: Гнів Хана                                                    |
| Найкращий DVD або Blu-ray спецвипуск                                                                                                | Найкращий телевізійний DVD-реліз |
| - Володар перснів: Братерство персня - Штучний розум - Пам'ятай - Особлива думка - Корпорація монстрів - Зоряні війни: Атака клонів | - Зоряний шлях: Наступне покоління Сезони 1-7 - Вавилон-5 1 сезон - Баффі — переможниця вампірів Сезони 1 і 2 - Цілком таємно 5 і 6 сезони - Зовнішні межі 1 сезон - Горець 1 сезон |

### Особливі нагороди
| Нагорода                                                                 | Лауреати                                                      |
| ------------------------------------------------------------------------ | ------------------------------------------------------------- |
| За досягнення в кар'єрі (Life Career Award)                              | • Сід і Марті Кроффти                                         |
| За досягнення в кар'єрі (Life Career Award)                              | • Курт Расселл                                                |
| Президентська нагорода (President’s Award)                               | • Джеймс Кемерон                                              |
| Спеціальна нагорода (Special Awards)                                     | • Боббі Вайнштейн та Гарві Вайнштайн                          |
| Обличчя майбутнього покоління (Cinescape Genre Face of the Future Award) | • Емма Колфілд – Баффі — переможниця вампірів, Спадає темрява |
| Обличчя майбутнього покоління (Cinescape Genre Face of the Future Award) | • Натан Філліон – Світляк                                     |
| Виставка молодого кінорежисера (Young Filmmaker's Showcase)              | • Білл Пекстон                                                |